# Rœschwoog
Rœschwoog település Franciaországban, Bas-Rhin megyében. Lakosainak száma 2273 fő (2022. január 1.). Rœschwoog Fort-Louis, Leutenheim, Roppenheim és Rountzenheim-Auenheim községekkel határos.

## Népesség
A település népessége az elmúlt években az alábbi módon változott:
| Lakosok száma | 2291 | 2306 | 2339 | 2285 | 2275 | 2281 | 2283 | 2272 | 2273 |
|               | 2013 | 2015 | 2016 | 2017 | 2018 | 2019 | 2020 | 2021 | 2022 |